# 미 아모르 신 티엠포
《미 아모르 신 티엠포》(스페인어: Mi amor sin tiempo)는 2024년 방영된 멕시코의 텔레노벨라이다.